# 1861 v loďstvech
Tento článek obsahuje významné události v oblasti loďstev v roce 1861.

## Lodě vstoupivší do služby
- 1. srpna –  HMS Warrior – první válečná loď s celokovovým trupem, fregata
- 29. srpna –  USS Cambridge[p 1] – jako dělový člun
- září –  Formidable – obrněná loď třídy Formidable
- 23. října –  USS Bienville[p 1] – jako dělový člun
- 26. října –  USS Cohasset[p 1] – jako dělový člun
- 27. listopadu –  USS Commodore Hull[p 1] – jako dělový člun
- 5. prosince –  USS Tuscarora – šalupa